# الإسلام يا سلام
الإسلام يا سلام هو فيلم مغربي من إخراج سعد الشرايبي سنة 2008، وبطولة كل من حكيم النوري وآن ماسينا.

## القصة
تدور أحداث الفيلم حول عائلة مكونة من أب مغربي يدعى عباس «حكيم نوري» وأم أمريكية تدعى بيتي «آن ماسينا» وطفلين هما «يحيي» و «إيطو» وهما يقيمان في الولايات المتحدة الأمريكية بمدينة نيويورك، يضطرون للعودة إلى وطنهم الأم عقب أحداث 11 سبتمبر 2001، مع العديد من المهاجرين العرب المقيمين هناك حينذاك. إعتبر الأب عودتهم مناسبة للعودة إلى الأصول والجذور، وإلى الماضي الذي تركه خلفه، ولكن على عكس كل آمال الأب فالشرق الذي في ذاكرته ووجدانه والذي يحاول استعادته من جديد لم يعد كما كان، وفي المقابل تقف زوجته الأمريكية وأطفاله في صف المعارضين للعودة إلى وطنهم الأصلي مما يؤدي إلى الاصطدام وبداية لمشاكل وضغوطات نفسية لا تنتهي، وتتواصل الأحداث والوقائع بالتصادمات والصراعات بين أفراد الأسرة الواحدة، في محاولة للعودة إلى الأصل والجذور إلى تراب البلاد.

## روابط خارجية
- الإسلام يا سلام على موقع IMDb (الإنجليزية)
- الإسلام يا سلام على موقع قاعدة بيانات الأفلام العربية
- الإسلام يا سلام على موقع فيلمافينيتي (الإسبانية)
- الإسلام يا سلام على موقع قاعدة بيانات الفيلم (الإنجليزية)
- الإسلام يا سلام على موقع ليتربوكسد (الإنجليزية)
- الإسلام يا سلام على موقع كينوبويسك (الروسية)